# Eugen Maurer
Eugen Maurer (* 16. Februar 1884 in Lindau; † 22. April 1959) war ein deutscher Politiker und ehrenamtlicher Oberbürgermeister von Solingen.
Eugen Maurer kam im Jahr 1902 als gelernter Schreiner nach Solingen, wo er sich später als Schreinermeister selbstständig machte. Bereits im Jahr darauf trat er in die SPD ein, für die er 1919 in den Stadtrat einzog. Bis zu deren Verbot am 22. Juni 1933 gehörte er der Stadtrats-Fraktion seiner Partei an, zuletzt als Vorsitzender. Noch am 3. April 1933 stimmte er mit dieser gegen die Verleihung der Ehrenbürgerwürde an Adolf Hitler. Nachdem seine legalen Möglichkeiten zur politischen Betätigung bis zum Ende des Zweiten Weltkriegs unterbunden waren, kehrte er von 1946 bis 1955 in den Stadtrat zurück. Vom 4. November 1948 bis zum 9. Dezember 1955 war Eugen Maurer der erste sozialdemokratische Oberbürgermeister der Nachkriegszeit und der erste gewählte, nachdem Josef Brisch als einer seiner Vorvorgänger vom Preußischen Staatsministerium zur kommissarischen Wahrnehmung des Amtes ernannt worden war. Während seiner Amtszeit wurde am 19. Juni 1952 die erste O-Bus-Linie in Betrieb genommen und fanden 1954 die 21. Rad-Weltmeisterschaften in Solingen statt. Ein städtisches Altenheim, das Eugen-Maurer-Haus, wurde nach ihm benannt.

„Der Krieg hat einen großen Teil unserer Stadt zerstört. […] Wir haben die Verpflichtung, für diejenigen, die ausgebombt sind, einzutreten, wir müssen für die Ärmsten der Armen, für die Flüchtlinge, für diejenigen die keine Wohnung haben, sorgen; wir müssen dem Wohnungsbau nähertreten. […] Ich glaube, unsere Wähler verlangen praktische Arbeit und keine langen Reden.“